# 斯氏乳項鰭鯰
斯氏乳項鰭鯰，為輻鰭魚綱鯰形目項鰭鯰科的其中一種，為熱帶淡水魚類，分布於南美洲梅塔河、阿普雷河與马斯帕洛河流域，體長可達3.6公分，棲息在底層水域，生活習性不明。